# Wernher Ereman
Wernher Ereman (* vor 1414; † nach 1472) war ein Schweizer Politiker.
Wernher Ereman (auch Erimann) stammte aus dem Basler Achtburgergeschlecht der Münzmeister. 1432–1445 sass er als Vertreter der Achtburger im Rat, musste aber seine Ratsstelle aufgeben, weil er sich von einem ihm übertragenen österreichischen Lehen nicht trennen wollte. 1446–1454 bekleidete er das Amt des Oberstzunftmeisters (zweithöchstes Amt nach dem Bürgermeister). Er geriet erneut unter Druck, als er sich im Streit zwischen der Stadt Basel und dem Herzog Albrecht VI. von Habsburg auf die Seite des letzteren schlug, und floh ins vorderösterreichische Rheinfelden, wo er 1458–1460 und 1463 Schultheiss war.